# ناحیه اولو
ناحیه اولو از سال ۲۰۰۹ زیرمجموعه‌ای از اوستروبوتنیای شمالی و یکی از ناحیه‌ها در فنلاند است.

## شهرداری‌ها
| نشان ملی          | شهرداری            |
| ----------------- | ------------------ |
| Hailuodon vaakuna | هایلوتو (شهرداری)  |
| Kempeleen vaakuna | کمپله (شهرداری)    |
| Limingan vaakuna  | لیمینکا (شهرداری)  |
| Lumijoen vaakuna  | لومی‌یوکی (شهرداری) |
| Muhoksen vaakuna  | موهس (شهرداری)     |
| Oulun vaakuna     | اولو (شهر)         |
| Tyrnävän vaakuna  | تورنوه (شهرداری)   |